# Anaerotaenia
Anaerotaenia es un género de bacterias grampositivas de la familia Lachnospiraceae. Actualmente sólo contiene una especie: Anaerotaenia torta. Fue descrito en el año 2016. Su etimología hace referencia a cinta anaerobia. El nombre de la especie hace referencia a torcido. Es anaerobia estricta, móvil por flagelación perítrica y productora de esporas terminales. Las células son ligeramente curvadas con un tamaño de 0,4-0,5 μm de ancho por 6,4-9 μm de largo, y crece de forma individual o en pares. Forma colonias lisas translúcidas en agar PY4S. Temperatura de crecimiento entre 20-40 °C, óptima de 35-40 °C. Catalasa negativa. Se ha aislado de un reactor metanógeno en granjas de ganado en Japón. 